# معاهدة ستارت الجديدة
معاهدة ستارت الجديدة: هي معاهدة لتخفيض الأسلحة النووية بين الولايات المتحدة والاتحاد الروسي، وتعرف باسمها الرسمي: «تدابير زيادة تخفيض الأسلحة الهجومية الاستراتيجية والحد منها». توصلت الولايات المتحدة إلى معاهدة ستارت الجديدة مع روسيا التي وقعها كل من الرئيسيين أوباما ومدفيديف في 8 نيسان/أبريل 2010 في براغ، والتي تنص على تخفيض الحدود القصوى للرؤوس الحربية الهجومية الاستراتيجية للبلدين بنسبة 30 بالمئة، والحدود القصوى لآليات الإطلاق الاستراتيجية بنسبة 50 بالمئة بالمقارنة مع المعاهدات السابقة. أعادت معاهدة ستارت الجديدة التعاون والقيادة المشتركة بين الولايات المتحدة وروسيا في مجال ضبط الأسلحة النووية وحققت تقدماً في العلاقات بين الولايات المتحدة وروسيا، وحافظت على المرونة التي تحتاج إليها الولايات المتحدة لحماية أمنها وأمن حلفائها. قُدمت معاهدة ستارت الجديدة إلى مجلس الشيوخ للمشورة والموافقة على تصديقها، وبعد التصديق، دخلت حيز النفاذ في 5 فبراير 2011. ومن المتوقع أن تستمر على الأقل حتى 2021.

## تعليق المشاركة
قامت روسيا برئاسة فلاديمير بوتين يوم 21 من فبراير 2023 بالإعلان عن تعليق المشاركة في اتفاقية ستارت الجديدة على خلفية الأحداث والتطورات في الحرب الروسية الأوكرانية وجاء ذلك ردا عن احتمالية قيام الولايات المتحدة بإجراء بعض التجارب النووية، وكانت محادثات القاهرة بشأن تجديد المعاهدة بين الولايات المتحدة وروسيا، والتي كان من المقرر عقدها في القاهرة قد ألغيت بعد تعنت كل من الطرفين ضد الآخر بسبب تداعيات الحرب الأوكرانية الروسية.